# Isla Rainer
La isla Rainer (en ruso: Остров Райнера, Ostrov Raynyera) es una isla en la Tierra de Francisco José, Rusia. En las coordenadas con lat. 81°21 'N; long 58°29' E.
Rainer tiene una forma aproximadamente circular, con un diámetro de 14 km. Su superficie es de 140 km² y prácticamente cubierta en su totalidad de glaciares. El punto más alto en la isla alcanza los 284 m.
Esta isla fue nombrada así por la expedición austrohúngara al Polo Norte en honor del noble Rainer Joseph Johann Michael Franz Hieronymus, archiduque de Austria, Príncipe Real de Hungría y Bohemia, también conocido como Rainiero de Austria (Rainer von Österreich), uno de los aristócratas que ayudó a financiar la empresa privada.